# Desconfío (canción)
«Desconfío», a veces llamada Desconfío (de la vida) o también mal llamada No se por qué (por la primera frase de la letra) o Un viejo Blues, es una canción perteneciente al disco Pappo's Blues Volumen 2 de la banda Pappo's Blues. Es uno de los temas más clásicos del grupo. Fue compuesta por Norberto Pappo Napolitano en el año 1972, y grabada y editada para el sello Music hall.
La canción se basa en tan solo dos estrofas que se repiten en una base de blues ortodoxo. La letra habla sobre los recuerdos ya pasados y su autor hace análisis sobre la soledad, la felicidad y hace referencia a la libertad. Particularmente Pappo compuso esta canción tocando el piano. Es considerada como una de las mejores canciones del rock argentino.